# Petite pointe
Petite pointe est un cap de Guadeloupe situé en Basse-Terre sur la commune de Bouillante.

## Géographie
Petite pointe forme avec la pointe du Souffleur la plage de Petite Anse. 
Avec la pointe des Trois Tortues, elle forme l'anse Mademoiselle Rose.

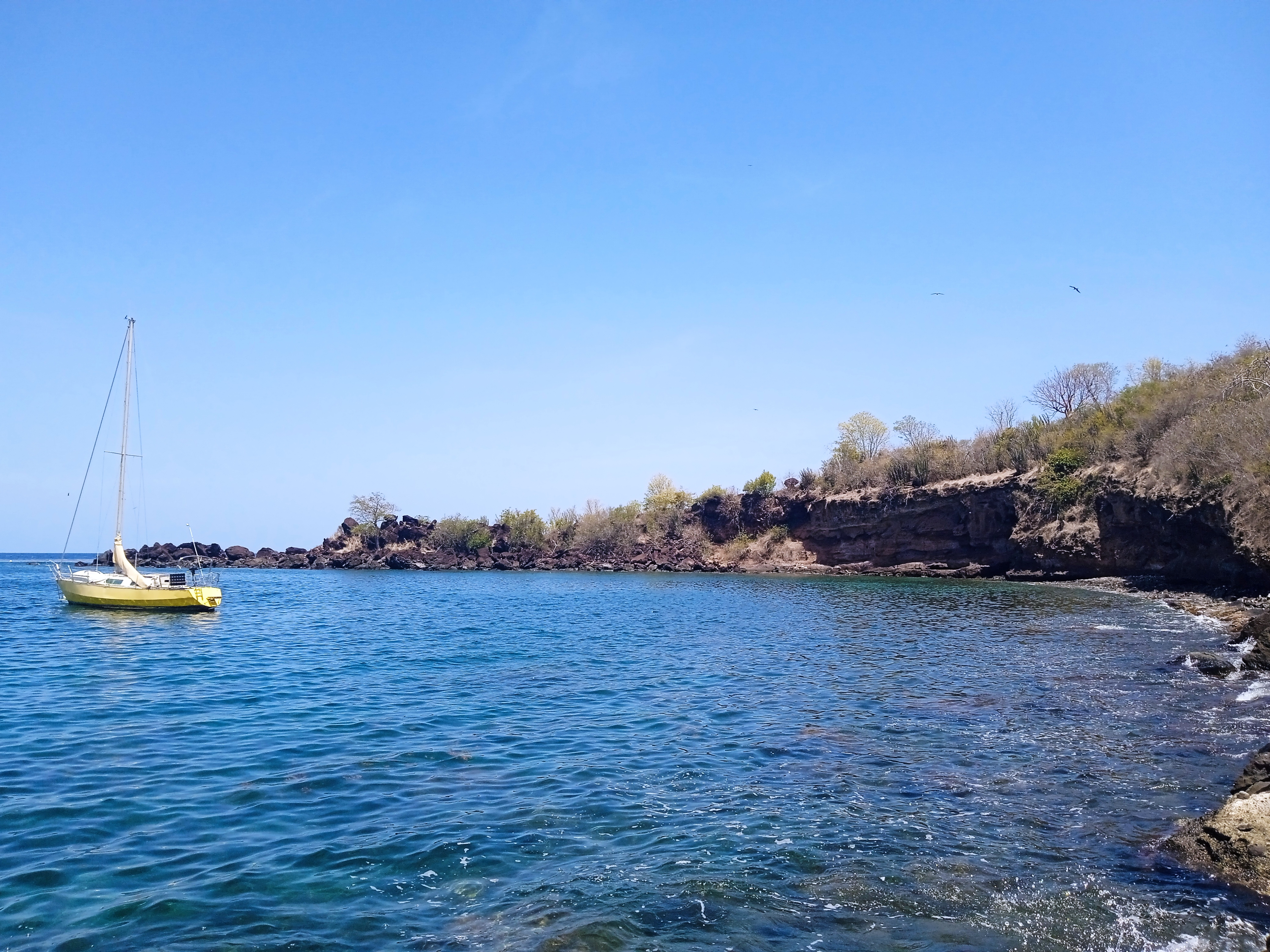
La pointe des Trois Tortues et l'anse Mademoiselle Rose.